# Elsie-Kühn-Leitz-Preis
Der Elsie-Kühn-Leitz-Preis ist ein mit 10.000 Euro dotierter Preis der Vereinigung Deutsch-Französischer Gesellschaften für Europa (VDFG) und wird seit 1986 in der Regel alle 2 Jahre für herausragende Verdienste um die deutsch-französischen Beziehungen und die europäische Einigung verliehen. Der Preisträger soll das Preisgeld für die Förderung eines gemeinnützigen deutsch-französischen Zwecks seiner Wahl verwenden. Das Preisgeld des Preisträgers 2010, die Stadt Avignon, wurde z. B. für die Produktion eines französisch-deutschen Kurzfilms benutzt.
Elsie Kühn-Leitz war die Gründungspräsidentin der VDFG und entstammt der in Wetzlar ansässigen Unternehmerfamilie Leitz.

## Preisträger
- 1986: Pierre Pflimlin
- 1988: Pierre Marie Paul André (1910–1989), Domkapitular zu Chartres[3]
- 1989: Peter Scholl-Latour
- 1991: Jacques Delors
- 1993: Hans-Dietrich Genscher
- 1995: Hans Stercken
- 1996: Joseph Rovan
- 1998: Valéry Giscard d’Estaing
- 2001: Helmut Kohl
- 2003: Werner Spies
- 2005: Jean-Claude Juncker
- 2007: ARTE
- 2010: Stadt Avignon
- 2015: Annegret Kramp-Karrenbauer[4]
- 2018: Frank-Walter Steinmeier[5]
- 2022: Deutsch-Französische Parlamentarische Versammlung und ihre ersten Co-Vorsitzenden Christophe Arend und Andreas Jung[6]